# جون بينغتسون
جون بينغتسون (بالإنجليزية: John Bengtson)‏ هو لغوي أمريكي، ولد في 1957.